# برونو فريسينبيتشلير
برونو فريسينبيتشلير (بالألمانية: Bruno Friesenbichler)‏ هو لاعب كرة قدم ومدرب كرة قدم نمساوي في مركز الهجوم، ولد في 30 مارس 1968 في فايتس في النمسا. لعب مع شتورم غراتس وغراتزر أي كاي وفيرست فيينا ونادي رييد ونادي كارنتين.

## وصلات خارجية
- برونو فريسينبيتشلير على موقع قاعدة بيانات كرة القدم.إي يو (الإنجليزية)
- برونو فريسينبيتشلير على موقع عالم كرة القدم.نت (الإنجليزية)